# Rückpassregel
Die sogenannte Rückpassregel im Fußball wurde 1992 von der FIFA in den Abschnitt XII des Fußball-Regelwerks eingefügt:

„Ein indirekter Freistoß wird gegeben, wenn ein Torhüter innerhalb des eigenen
Strafraums den Ball: […]
-  mit der Hand/dem Arm berührt, es sei denn, er hat den Ball bei einem Klärungsversuch eindeutig mit dem Fuß gespielt oder zu spielen versucht, nach:
  - einem absichtlichen Zuspiel eines Mitspielers mit dem Fuß zum Torhüter,
  - einem direkt zugespielten Einwurf eines Mitspielers.“

## Inhalt
Diese Bestimmung besagt, dass es dem Torwart nicht gestattet ist, den Ball mit seinen Händen zu berühren, wenn das Zuspiel durch einen Mitspieler der eigenen Mannschaft kontrolliert per Fuß oder Einwurf erfolgt ist. Weiterhin ist zu beachten:
Der Torwart darf den Ball mit der Hand berühren, wenn
- ihm der Ball von einem Mitspieler z. B. mit dem Kopf, der Brust oder dem Knie zugespielt wurde oder
- das Zuspiel des Mitspielers offensichtlich unkontrolliert erfolgte, z. B. durch einen Pressschlag oder „Querschläger“ oder
- er im Rahmen eines Klärungsversuches den Ball eindeutig mit dem Fuß gespielt oder dies zumindest versucht hat, auch wenn das Zuspiel durch einen Mitspieler der eigenen Mannschaft kontrolliert per Fuß oder Einwurf erfolgt ist.

Um die Wirksamkeit der Regel sicherzustellen, wurden denkbare Umgehungsmöglichkeiten ausgeschlossen:
- Wird der Ball nach Auffassung des Schiedsrichters mit der Absicht zum Torwart gespielt, die Regel zu umgehen, so hat dieser bereits den Versuch zu ahnden, unabhängig davon, ob es tatsächlich zu einem Handkontakt des Torwarts kommt.
Beispiel: Ein Spieler hebt den Ball mit der Fußspitze an, damit ihn ein Mitspieler mit dem Kopf zum eigenen Torwart spielt. Das Zuspiel mit dem Kopf würde dem Torwart eigentlich die Berührung mit der Hand erlauben. Um eine solche Umgehung zu verhindern, ist festgelegt, dass bereits der Versuch unsportlich ist (Ahndung siehe Verstoß).
- Der Torwart darf den ihm per Fuß zugespielten Ball eines Mitspielers auch dann nicht in die Hand nehmen, wenn er diesen zunächst in zulässiger Weise annimmt.
Beispiel: Der Torwart nimmt einen Rückpass (im Sinne der Regel) zunächst in erlaubter Art und Weise z. B. mit der Brust oder dem Fuß an. Dennoch darf er einen solchen Ball in dieser Spielsituation danach nicht mit der Hand berühren.

## Verstoß
Eine Missachtung der Rückpassregel sowie der anderen genannten Regeln führt zu einem indirekten Freistoß für die gegnerische Mannschaft an jener Stelle, an der der Torwart den Ball regelwidrig berührt hat. Sollte dies innerhalb des Torraums geschehen sein, wird der Freistoß auf die parallel zur Torlinie verlaufende Torraumlinie zurückverlegt, und zwar so nah wie möglich dahin, wo das Vergehen stattgefunden hat. Es wird jedoch keine Disziplinarstrafe verhängt.
Wird versucht, die Rückpassregel zu umgehen (s. o.), stellt dies eine Unsportlichkeit dar. Mit einer Verwarnung wird der Spieler bestraft, der die Umgehung eingeleitet hat, das kann auch der Torwart sein. In diesem Fall kommt es nicht darauf an, ob der Torwart den Ball tatsächlich mit der Hand berührt.

## Verwandte Regeln
Im Zusammenhang mit der Rückpass-Regel existieren weitere den Torwart betreffende Regeln, die das Spiel attraktiver machen sollen:
- Der Torhüter darf den Ball nur maximal sechs Sekunden „kontrollieren“, also in den Händen halten.
- Hat der Torwart den Ball kontrolliert und gibt diesen frei, indem er ihn beispielsweise mit dem Fuß dribbelt, darf er den Ball nicht wieder mit den Händen berühren oder gar aufnehmen. Das reine Prellen des Balles auf den Boden oder das Werfen in die Luft gilt nicht als Freigabe. Er darf den Ball nach einer Freigabe erst wieder mit der Hand berühren, nachdem ihn ein anderer Spieler berührt hat und dabei die Bestimmungen der Rückpassregel eingehalten werden.

## Entstehung der Regel
Die Rückpassregel war eine Reaktion der FIFA auf die häufig angewendete Zeitvergeudungstaktik (sogenanntes „Zeitspiel“, siehe WM-Finale 1990 und WM-Spiel von Gijón 1982), bei der man den Ball dem Torwart in die Hände spielte und dieser ihn die damals erlaubten vier Schritte weit in seinen Händen hielt. Als weitere Reaktion gegen das „Auf-Zeit-Spielen“ wurde 1997 die Regel auch auf Einwürfe erweitert und die Begrenzung der erlaubten Schritte für den Torwart durch die Regel über maximal sechs Sekunden mit Ball in der Hand ersetzt.

## Sonstiges
Der Begriff Rückpassregel findet sich zwar nirgends in den offiziellen FIFA-Statuten, hat sich aber in vielen anderen Publikationen eingebürgert. Und obwohl die landläufige Bezeichnung der Regel suggeriert, dass das Zuspiel „rückwärts“ erfolgen muss, spielt die Richtung der Ballabgabe für das Vergehen keine Rolle.
Die Rückpassregel war maßgeblich an der Entscheidung der deutschen Meisterschaft 2000/01 beteiligt. Als der FC Bayern München am letzten Spieltag der Saison in Hamburg im Fernduell mit dem FC Schalke 04 um die Meisterschaft kämpfte, spielte der Hamburger Spieler Tomáš Ujfaluši in der Nachspielzeit den Ball beim Stand von 1:0 für den HSV dem eigenen Torwart Mathias Schober zu, welcher ihn mit den Händen aufnahm. Den von Schiedsrichter Markus Merk anschließend zugesprochenen indirekten Freistoß verwandelte der Schwede Patrik Andersson nach Vorlage von Stefan Effenberg zum 1:1-Ausgleich. Somit war der FC Bayern München Deutscher Meister.